# Glacier de Gangotri
Le glacier de Gangotri (en sanskrit et en hindi : गंगोत्री हिमानी (gaṃgotrī himānī)) est situé dans le district d'Uttarkashi, dans l'État d'Uttarakhand, en Inde, dans une région limitrophe du Tibet. Ce glacier, l'une des principales sources du Gange, est l'un des plus grands de l'Himalaya, avec un volume estimé à plus de 27 kilomètres cubes. Le glacier mesure environ 30 kilomètres de long et 2 à 4 kilomètres de large. Autour du glacier se trouvent les sommets du groupe de Gangotri, y compris plusieurs sommets remarquables pour leurs voies d'escalade extrêmement difficiles, comme le Shivling, le Thalay Sagar, le pic Meru et le Bhagirathi III. Il s'épanche vers le nord-ouest, prenant naissance dans un cirque en dessous de Chaukhamba, le plus haut sommet du groupe.
Le front du glacier de Gangotri ressemblerait à la bouche d'une vache ; il est appelé Gaumukh (ou Gomukh, de gou, « vache » et mukh, « visage » en hindi). Gomukh, qui se trouve à environ 19 km de la ville de Gangotri, est la source précise de la rivière Bhagirathi, un important affluent du Gange. Gomukh est situé près de la base du Shivling ; entre les deux se trouve la prairie du Tapovan (en).
Le glacier de Gangotri est un lieu de pèlerinage hindou traditionnel. Les hindous fervents considèrent la baignade dans les eaux glacées près du village de Gangotrî comme un rituel sacré.

## Géographie

### Situation
Le Gangotri est situé dans une vallée glaciaire, dans le district d'Uttarkashi du Garhwal Himalaya, dans l'Uttarakhand. Il s'épanche en direction du nord-ouest. Il est délimité entre les latitudes de 30° 43′ 22″ à 30° 55′ 49″ et les longitudes de 79° 04′ 41″ à 79° 16′ 34″. Son altitude varie de 4 000 à 7 100 mètres.
La couverture glaciaire totale est d'environ 200 km2 et compte environ un volume de 20 km3 de glace.

### Géologie
Cette zone est située au nord de la faille principale centrale (en) et est constituée de granite, de différents types de schistes et de gneiss.
Le glacier est composé de divers éléments de dépôts tels que des cônes d'éboulis, des cônes d'avalanches, des ponts de neige et des monticules de glace morte et d'éléments d'érosion. 
Tout au long du glacier de Gangotri, plusieurs crevasses longitudinales et transversales se sont formées le long desquelles des blocs de glace se sont effondrés. La zone d'ablation du glacier est couverte d'un épais amas de moraines supraglaciaires et se caractérise par plusieurs sections de glace, qui fondent en lacs supraglaciaires. En raison de l'affaissement et de la dégénérescence rapide du glacier, son centre est rempli de lacs supraglaciaires. Dans cette partie de l'Himalaya supérieur, les eaux de fonte glaciaire dominent le système fluvial.

### Glaciers affluents
Ce glacier a trois principaux affluents : le Raktvarn (15,9 km), le Chaturangi (22,4 km, y compris le Kalandini bamak) et le Kirti (11 km) ; il possède également plus de 18 glaciers affluents plus petits. La vallée glaciaire du Raktvarn contient 7 glaciers affluents ; parmi eux, les Thelu, Swetvarn, Nilambar et Pilapani sont importants. De même, la Seeta, la Suralaya et la Vasuki sont les principaux affluents qui composent le système du Chaturangi, tandis que le système du Kirti ne compte que trois glaciers affluents. Outre ces trois grands systèmes d'affluents, certains autres glaciers affluents de cette région rejoignent directement le glacier de Gangotri ; parmi eux, le Swachand, le Miandi, le Sumeru et le Ghanohim sont les plus importants. Quatre autres glaciers, Maitri, Meru, Bhrigupanth et Manda, se déversent dans la rivière Bhagirathi. La superficie glaciaire totale du bassin versant est de 258,6 km2, dont 109 km2 pour le système de Gangotri, suivi de Chaturangi (72,9 km2), Raktvarn (45,3 km2) et Kirti (31,3 km2). Les quatre autres glaciers couvrent 29,4 km2 de surface glaciaire ; parmi eux, le glacier de Bhirgupanth (15 km2) en représente la plus grande partie.

## Recul du glacier
La NASA, en collaboration avec des scientifiques de Institut d'études géologiques des États-Unis et du National Snow and Ice Data Center, élabore un inventaire mondial de tous les glaciers du monde pour aider les chercheurs à suivre l'histoire de chaque glacier. Selon eux, le glacier de Gangotri, qui mesure actuellement[Quand ?] 30,2 km de long et entre 0,5 et 2,5 km de large, est l'un des plus grands de l'Himalaya. Ce glacier n'a cessé de reculer depuis le début des mesures en 1780[réf. nécessaire]. Les données sur 61 ans (1936-96) ont montré que le recul total du glacier était de 1 147 m, avec un taux moyen de 19 m par an. Au cours des 25 dernières années du XXe siècle, il a reculé de plus de 850 mètres (34 mètres par an), et de 76 mètres entre 1996 et 1999 (25 mètres par an),.